# تپه چشمه تخته قزوینه
تپه چشمه تخته قزوینه مربوط به دوره اشکانیان -قرون میانه دوران‌های تاریخی پس از اسلام است و در شهرستان کنگاور، بخش مرکزی، روستای قزوینه واقع شده و این اثر در تاریخ ۳۰ تیر ۱۳۸۴ با شمارهٔ ثبت ۱۲۱۶۱ به‌عنوان یکی از آثار ملی ایران به ثبت رسیده است.